# E.G. summer RIDER
「E.G. summer RIDER」（イージーサマーライダー）は、E-girlsの16作目のシングル曲。2016年7月20日にrhythm zoneより発売。

## 概要
「CD+DVD」、「CDシングル」、「CD（ワンコインシングル）」の3形態で発売された。2016年初のシングルであり、【E.G.POP】&【E.G.COOL】の2つのコンセプトによる2ヶ月連続リリースW CONCEPT SUMMER SINGLE第1弾シングル（【E.G.POP】コンセプトシングル）である。
2016年6月13日にメインビジュアルと収録内容、6月22日にミュージックビデオが解禁された。同曲のコンセプトは「七色の道しるべ」。
Googleが発表したYouTube Rewind 2016の「2016年トップトレンド音楽動画（日本）」で60位を記録した。

## 収録曲

### CD+DVD
CD
1. E.G. summer RIDER
作詞:小竹正人 作曲:Henrik Nordenback・Christian Fast・Lisa Desmond
  - コーセー「ファシオ みて！パノラマカール」篇CMソング[11]
  - ボーカルはDreamのAya，Shizuka，Ami、Happinessの川本璃，藤井夏恋、Flowerの鷲尾伶菜、武部柚那。
2. 機械仕掛けのBye Bye!
作詞:小竹正人 作曲・編曲:CLARABELL
ボーカルは「E.G.summer RIDER」と同一。
3. Party In The Sun
作詞:藤林聖子 作曲:Rinat Arinos・Daniel Brecher・Jon Ernst
ボーカルは「E.G.summer RIDER」と同一。
4. STRAWBERRY サディスティック (CLARABELL Remix)
作詞:平沼紀久 作曲・編曲・リミックス:CLARABELL

DVD
1. E.G. summer RIDER (Video Clip)

### CDシングル
1. E.G. summer RIDER
2. 機械仕掛けのBye Bye!
3. Party In The Sun
4. STRAWBERRY サディスティック (CLARABELL Remix)
5. E.G. summer RIDER (Instrumental)
6. 機械仕掛けのBye Bye! (Instrumental)
7. Party In The Sun (Instrumental)

### CD（ワンコインシングル）
1. E.G. summer RIDER